# Anagarika Dharmapala
Anagarika Dharmapala (Colombo, 17 settembre 1864 – Sarnath, 29 aprile 1933) è stato uno scrittore e maestro buddhista cingalese.
Fu uno dei fondatori del movimento nazionalista buddhista non-violento cingalese. Egli fu inoltre un pioniere per la rinascita del buddhismo in India, dopo che fu dato praticamente per estinto per molti secoli, e fu uno dei primi buddhisti nella storia contemporanea a predicare il Dharma in tre continenti: Asia, Nord America, ed Europa. Nell'ultimo periodo della sua vita, egli entrò nell'ordine dei monaci buddhisti con il nome di Sri Devamitta Dharmapala.

## Biografia
Dharmapala nacque il 17 settembre 1864 a Colombo, con il nome di Don David Hewavitharane, figlio di Don Carolis Hewavitharana e Mallika Dharmagunawardhana, tra i più ricchi mercanti della Ceylon dei tempi.
Ceylon (ora Sri Lanka) era una colonia dell'impero britannico, quindi Hewitharane ebbe un'istruzione inglese, frequentando il Christian College (l'attuale Sri Jayawardenepura Maha Vidyalaya) di Kotte, il St Benedict's College di Kotahena, il S. Thomas' College di Mutwal e la Colombo Academy. Durante i primissimi anni della sua vita, la sua formazione di tipo occidentale trovò un suo complemento in una solida educazione di tipo buddhista e presto divenne seguace di due grandi leader buddhisti della Ceylon dei tempi: il venerabile Hikkaduwe Sri Sumangala Thera e Migetuwatte Sri Gunananda Thera, attraverso i quali sviluppò un grande legame con i monaci theravada cingalesi.
I suoi anni giovanili furono tempi di grandi riforme per il buddhismo cingalese. Nel 1875 a New York, Madame Blavatsky e Colonel Olcott fondarono la Società Teosofica. Erano molto colpiti da quanto avevano potuto apprendere del buddhismo, e nel 1880 giunti a Ceylon, si qualificarono come buddhisti e presero pubblicamente i Tre Rifugi e i Cinque Precetti da un importante monaco cingalese. Dopo la conversione, Henry Olcott tornò nuovamente a Ceylon per dedicarsi permanentemente alla causa della diffusione del buddhismo, fondando più di trecento scuole buddhiste, alcune delle quali sono ancora attive. Fu in questo periodo che Hewavitarne cambiò il suo nome in Anagarika Dharmapala. Allo stesso tempo, prese gli Otto Precetti, destinati ad un percorso di tipo monastico, e li rispettò per tutta la vita.
Dharmapala fu il primo praticante buddhista dei tempi moderni a praticare i voti da monaco pur nella condizione laicale: pur vestendo la tradizionale tunica color zafferano, non seguiva il modello tradizionale di un monaco theravada, e non si rase mai la testa.
Né il suo titolo né il suo lavoro furono mai ufficiali, e nonostante ciò il praticante srilankese riuscì ad essere considerato "uno dei modelli di vita laica per il buddhismo moderno." In Sri Lanka, venne considerato un bodhisattva.
Il suo viaggio a Bodh Gaya fu ispirato da una visita nel 1885 da parte di Sir Edwin Arnold, autore di The Light of Asia, che presto iniziò sostenere il restauro del sito e il suo ritorno alla cura da parte dei praticanti buddhisti. Sir Arnold fu guidato nel suo lavoro da due monaci theravada:Weligama Sri Sumangala Thera.
Dharmapala viaggiò spesso negli Stati Uniti: all'invito di Paul Carus, tornò in America nel 1896, e nuovamente tra il 1902 e il 1904. In quell'occasione viaggiò per il continente e insegnò pubblicamente.
Dharmapala arrivò a rompere con Olcott e i teosofi a causa dell'impegno di Olcott per fondare una religione universale: " Uno degli importanti fattori in questo rifiuto della teosofia si basava in questa ricerca di universalismo; il prezzo dell'assimilazione del Buddhismo in un modello non-buddhista di verità (molto probabilmente si riferisce all'induismo N.d.A.) è già stato troppo alto per questa filosofia". Dharmapala arrivò ad affermare che la teosofia era "solamente un culto di Krishna in via di affermazione" " Dire che tutte le religioni hanno un fondamento comune mostra meramente l'ignoranza dell'oratore: solamente il Dharma è supremo per il buddhista".
Dharmapala morì nel dicembre 1933 a Sarnath, in India, qualche mese dopo essere stato ordinato monaco, a 68 anni.

## Contributi alla religione

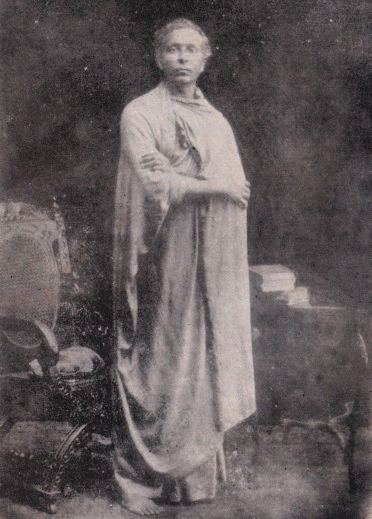
Srimath Anagarika Dharmapala a trent'anni

Il giovane Dharmapala aiutò il colonnello Olcott nel suo lavoro, particolarmente lavorando come suo traduttore. Egli divenne quindi particolarmente intimo con la moglie, Madame Blavatsky, che consigliò al giovane buddhista di studiare il Pali e di lavorare per il bene dell'umanità. Fu a quel tempo che prese il nome di Dharma di "Dharmapala" ("Guardiano del Dharma").
Nel 1891 Anagarika Dharmapala si recò in pellegrinaggio a Bodh Gaya, in India, presso il Tempio di Mahabodhi, recentemente restaurato, dove Siddhartha Gautama, il Buddha, conseguì l'illuminazione. A Bodh Gaya, egli fu impressionato nel trovare il tempio nelle mani di un sacerdote scivaita, e l'immagine del Buddha trasformata in un'icona induista, e i buddhisti esclusi dal culto nel tempio. Come reazione, Dharmapala iniziò un movimento di protesta.
Nel 1891, a Colombo, fu fondata la Maha Bodhi Society, la cui sede venne trasferita a Calcutta nell'anno seguente. Uno dei suoi obiettivi primari fu il ripristino di una gestione buddhista del Tempio di Mahabodhi, il principale tra i quattro antichi luoghi sacri del buddhismo. Per riuscire in questo scopo, Dharmapala denunciò i sacerdoti induisti che avevano il controllo del sito da secoli. Dopo una lunga lotta, lo scopo fu raggiunto solo dopo l'indipendenza indiana (1947) e sedici anni dopo la morte di Dharmapala (1933), con il parziale restauro del sito diretto dalla Maha Bodhi Society nel 1949. 
La gestione del tempio di Bodh Gaya fu affidata ad un comitato composto in egual numero da induisti e buddhisti.
Le sedi della Maha Bodhi Society furono fondate in molte città indiane, e questo ebbe l'effetto di far risorgere una consapevolezza in India a proposito del buddhismo. Vi furono persino nuove conversioni tra i seguaci dell'associazione, ma soprattutto tra le caste basse a Sud del subcontinente.
Attraverso gli sforzi di Dharmapala, il sito della morte fisica del Buddha a Kushinagar divenne ancora una volta uno dei maggiori luoghi di pellegrinaggio per i buddhisti, come lo era stato nei secoli precedenti.
Nel 1890 il Mahabodhi Movement, legato alla società omonima, ritenne il dominio islamico in India responsabile per la decadenza del buddhismo nel suo paese d'origine.
Nel 1893 Dharmapala fu invitato a presenziare a Parlamento Mondiale delle Religioni a Chicago, come rappresentante del "Buddhismo meridionale", che era il termine con cui ai tempi era identificata la tradizione Theravada. In quell'occasione, egli incontrò Swami Vivekananda, ed ebbe una buona impressione di lui. Come il famoso santone induista, il suo intervento ebbe grande successo nell'assemblea internazionale, e ricevette una certa attenzione da parte della stampa del tempo. 
Nei suoi primi trent'anni, Anagarika Dharmapala era già una figura di fama mondiale, e continuò a viaggiare, a insegnare e a fondare centri della sua tradizione (Vihara) in giro per il mondo da i circa quarant'anni successivi. Al tempo stesso, si dedicò alla costruzione di scuole e ospedali a Ceylon, e di templi e centri buddhisti in India. Tra i più importanti tra i templi che contribuì ad erigere, fu quello di Sarnath, dove il Buddha diede i suoi primi insegnamenti. 
Durante il suo viaggio di ritorno in India, in occasione di una sosta nelle isole Hawaii, egli incontrò Mary E.Foster, una discendente del sovrano locale Kamehameha I, che aveva problemi emozionali. Dharmapala la aiutò insegnandole alcune tecniche di meditazione e, in cambio, lei gli accordò un'enorme donazione di un milione di rupie. 
Nel 1897, durante un periodo alle isole Sandwiches, egli convertì al buddhismo la nobile portoghese Miranda de Souza Canavarro, la prima occidentale a prendere voti monastici buddhisti. Con il nome di "Sorella Sanghamitta, ella fondò una scuola a Ceylon.
I voluminosi diari di Dharmapala sono stati pubblicati. Egli stesso scrisse delle raccolte di memorie.

## Saggi e raccolte di memorie
La maggior parte dei lavori di Anagarika Dharmapala sono raccolti in Return to Righteousness: A Collection of Speeches, Essays, and Letters of the Anagarika Dharmapala (pubblicato da Ananda Guruge; Colombo: Ministry of Education and Cultural Affairs, 1965).

### The World's Debt to Buddha(1893)
Questo documento fu letto ad una seduta gremita al Parlamento delle religioni del mondo a Chicago, il 18 settembre 1893.
A questo primo passo della sua carriera, Dharmapala era impegnato nel rendere il buddhismo appetibile al pubblico occidentale. Questo discorso è pieno di riferimenti ai progressi della scienza, all'Illuminismo europeo e al cristianesimo. Presentando il buddhismo in termini famigliari, egli non manca però di insinuare la superiorità della religione asiatica su ogni filosofia dell'Occidente. In aggiunta, Dharmapala dedica un considerevole spazio alla discussione della politica ideale buddhista e all'etica del Buddha per i laici.

### The Constructive Optimism of Buddhism(1915)
Il Buddhismo è stato illustrato in Occidente specialmente da missionari cristiani, come una filosofia pessimista, nichilista e passiva.
Uno degli obiettivi principali di Dharmapala sta nel contrastare queste tesi, e in questo saggio ciò risulta particolarmente evidente.

### Message of the Buddha(1925)
Nell'ultimo periodo della sua carriera, il grave tono di Dharmapala contro i cristiani risulta più evidente. Dharmapala deve però essere compreso nel contesto della colonizzazione inglese di Ceylon, che vide un suo lato culturale nella predicazione delle missioni cristiane sull'isola. Questo lavoro è un buon esempio di quello che venne definito "Buddhismo protestante".

### Evolution from the Standpoint of Buddhism(1926)
La teoria dell'evoluzione di Darwin rappresentò una delle ultime, rivoluzionarie avanguardie della ricerca scientifica durante la vita di Dharmapala. Come parte del suo tentativo di mostrare che il buddhismo può essere compatibile con la scienza moderna, il predicatore cingalese si concentrò particolarmente su questa teoria, cercando di trovare similitudini tra una comprensione sommaria di questa e la concezione di Karma che emerge dai testi buddhisti.

## Contributi di Dharmapala allo sviluppo del nazionalismo srilankese
Dharmapala fu una delle figure principali del risveglio del buddhismo in Sri Lanka nel XIX secolo. La sua attività come predicatore portò alla creazione di istituzioni buddhiste per contrastare quelle dei missionari di religioni straniere e al movimento per l'indipendenza dell'isola nel XX secolo. Il biografo DeVotta trova nella sua retorica lo sviluppo di quattro punti principali " (I) L'elogio per il buddhismo e la cultura cingalese; (II) Lo scandalo per l'imperialismo britannico e chiunque operi con esso, inclusa la religione cristiana; (III) Il timore che il buddhismo in Sri Lanka venga minacciato dall'estinzione; (IV) L'auspicio per una rinnovata tradizione buddhista cingalese. Dharmapala stesso dimostrò chiaramente questi quattro punti in un discorso pubblico:
Le ragioni di Dharmapala per il suo rifiuto per l'imperialismo britannico riguardavano unicamente questioni etiche e religiose: una volta egli elogiò un normale venditore di frittelle di lenticchie locali (vasai) per il suo coraggio e biasimò il popolo cingalese per la sua pigrizia, invitandolo alla rivolta. Espresse così la sua protesta contro l'uccisione di bestiame e l'alimentazione a base di carne.
Il suo nazionalismo non trovava quasi mai cause di natura politica o economica; egli esaltava alla nazione di Sri Lanka per il suo ruolo storico di custode del Dharma buddhista.
Una delle manifestazioni di intolleranza ebbe luogo nel 1915 contro alcuni musulmani cingalesi. Virtuosi commercianti al dettaglio, essi divennero il bersaglio dei loro concorrenti nazionalisti. Nel 1912, Dharmapala scrisse: 
Come già alcune delle citazioni sopra dimostrano, Dharmapala talvolta ricorre ad un linguaggio razzista. Ecco un paio di altri esempi: in un momento si riferisce al "semiselvaggio mezzo-animale popolo d'Africa". Egli afferma che "tutti (i missionari cristiani) ci offrono i miti di Canaan e Galilea che hanno origine nella periferia dell'Arabia"
Dharmapala credeva che i cingalesi fossero una pura razza ariana con sangue puro. Egli affermò che le donne cingalesi dovessero fare attenzione ed evidare mescolanze con razze di minoranza nel paese.

## Curiosità
- Dharmapala, per il suo impegno come predicatore buddhista e come nazionalista cingalese, viene considerato in Sri Lanka come una figura di grande rilievo. Nel settembre di questo stesso anno, è stato girato e distribuito un film sulla sua biografia, che è diventato molto popolare sull'isola.http://www.films.lk/FilmDetails.php?id=2094

### Genealogia
- Genealogical Charts of Sri Lankan Sinhalese Families: Family #3006 (Wijeyaguneratne) Don Carolis Hewavitharana, su rootsweb.ancestry.com.
- Genealogical Charts of Sri Lankan Sinhalese Families: Family #3007 DHARMAGUNEWARDENA, Lansage Andiris Perera, su rootsweb.ancestry.com.